# Piwaki
Piwaki [pronunciación en polaco: /piˈvaki/] es un pueblo ubicado en el distrito administrativo de Gmina Łęki Szlacheckie, dentro del condado de Piotrków, Voivodato de Łódź, en el centro de Polonia. Se encuentra a unos 5 kilómetros al noroeste de Łęki Szlacheckie, a 22 kilómetros al sur de Piotrków Trybunalski, y a 67 kilómetros al sur de la capital regional Łódź.